# Jack Schlossberg
John Bouvier Kennedy "Jack" Schlossberg (nacido el 19 de enero de 1993) es un escritor estadounidense. Ha colaborado con varios medios de comunicación, incluyendo CNN, Politico, New York Magazine, The Washington Post y Time, entre otros. En 2024, se convirtió en corresponsal político de la revista Vogue.
Schlossberg nació y se crio en Nueva York. Estudió en Yale y Harvard, donde obtuvo sus títulos de Doctor en Derecho y Maestría en Administración de Empresas. Es el único nieto del 35° presidente de los Estados Unidos, John F. Kennedy, y de la primera dama Jacqueline Kennedy Onassis. Sus padres son la diplomática Caroline Kennedy y el diseñador Edwin Schlossberg.

## Infancia, juventud y estudios
John Bouvier Kennedy Schlossberg nació el 19 de enero de 1993 en la ciudad de Nueva York. Es el menor de los tres hijos de la autora y diplomática Caroline Kennedy y el diseñador y artista Edwin Schlossberg. Se le conoce como "Jack". Su nombre proviene de su abuelo materno, el 35° presidente de los Estados Unidos, John F. Kennedy, y de su bisabuelo matrilineal, John Vernou Bouvier III, un corredor de bolsa de Wall Street. El senador Ted Kennedy era su tío abuelo y padrino, y asistió a la boda de su tío John F. Kennedy Jr. como portador de anillos.
Schlossberg y sus dos hermanas mayores, Rose y Tatiana, se criaron principalmente en el Upper East Side de Manhattan, y también pasaron un tiempo significativo en la finca Martha's Vineyard de su abuela materna, la primera dama Jacqueline Bouvier Kennedy Onassis, mientras crecían. Trabajaba en un barco pesquero alquilado durante los veranos. Su padre proviene de una familia judía ortodoxa de ascendencia ucraniana, y su madre es católica de ascendencia irlandesa, francesa, escocesa e inglesa. Se crio como católico, pero su madre también "incorporaba Hanukkah" en las celebraciones navideñas de la familia.
Estudió en una escuela privada para niños en Manhattan llamada Collegiate School. En octavo grado, colaboró con la fundación de una organización sin fines de lucro llamada ReLight New York, que instaló luces fluorescentes compactas de bajo consumo energético en desarrollos de viviendas de bajos ingresos. Organizó un viaje para hacer campaña a favor de Barack Obama en Pensilvania como miembro del club de Jóvenes Demócratas en la escuela secundaria. En 2010 trabajó en Washington D. C. como paje del Senado y, al año siguiente, como pasante del Senado. Posteriormente, asistió al Trumbull College de la Universidad de Yale, graduándose en 2015 con un título en historia, con un enfoque en historia japonesa. Mientras estuvo en Yale, era conocido por realizar comedia stand-up, fue miembro de la fraternidad Sigma Phi Epsilon, y escribió para el Yale Daily News y el Yale Herald, donde fue editor en jefe. También se formó y trabajó como técnico médico de emergencia voluntario (EMT) en New Haven, Connecticut, y como técnico ambiental (limpiando tanques de petróleo y limpiando derrames) en Boston para Clean Harbors. Vivió y trabajó brevemente en Japón antes de inscribirse en la Universidad de Harvard, donde se graduó del programa conjunto de Juris Doctor y Maestría en Administración de Empresas de la Facultad de Derecho de Harvard y la Escuela de Negocios de Harvard en 2022. Al año siguiente, aprobó el examen de abogado del estado de Nueva York.

## Carrera
Desde 2011 ha escrito para publicaciones y medios de comunicación como Time, The Washington Post, la revista New York, Politico y CNN. También ha escrito artículos de opinión para The New York Times, USA Today y HuffPost.
En 2015, a través del programa de contratación de graduados extranjeros de la empresa, Schlossberg comenzó a trabajar en Rakuten, una empresa japonesa de Internet y comercio electrónico, en Tokio. Además, trabajó en la División de Desarrollo de Negocios Globales de Suntory, una empresa japonesa que produce cerveza, bebidas y destilaciones.
Regresó a los Estados Unidos en 2016 para trabajar como asistente de personal en la Oficina de Océanos y Asuntos Ambientales y Científicos Internacionales, parte del Departamento de Estado de los Estados Unidos. Ese mismo año, fue designado miembro de la Comisión del Centenario de John F. Kennedy por el 44.º presidente de los Estados Unidos, Barack Obama, para llevar a cabo actividades en honor al centenario del nacimiento del expresidente Kennedy.
En julio de 2024, tras graduarse de Harvard y aprobar el examen de abogados, comenzó a trabajar como corresponsal político para Vogue en un esfuerzo de la revista para alentar a sus lectores a votar. De acuerdo con Vogue, "surgió como uno de los favoritos del personal" y fue nombrado por "sus opiniones irreverentes pero inteligentes sobre el panorama político".

### Política
Comenzó a interesarse por la política en 2007, cuando el entonces senador de Illinois Barack Obama comenzó su campaña primaria presidencial. Recordó que nunca se vio forzado a entrar en política, pero la campaña de Obama lo inspiró a aprender sobre ella y a investigar el legado de su abuelo, el presidente Kennedy.
En 2011, Schlossberg escribió un artículo de opinión para The New York Times en respuesta a una columna crítica sobre el legado del expresidente Kennedy. Según The Atlantic, la obra inició la carrera política de Schlossberg, quien en ese momento tenía 18 años. Cuando se le cuestionó al año siguiente sobre su deseo de involucrarse en la política, respondió: "Sin duda me interesa la política. El servicio público es lo que más me interesa. Creo que ser parte de mi familia me lo ha dado, lo cual es un gran honor."
En 2012, cofundó "Yale for Murphy" para respaldar a Chris Murphy, el candidato demócrata al Senado de Connecticut. En noviembre de 2013, Schlossberg presentó al 44.º presidente de Estados Unidos, Obama, en la gala de la Medalla Presidencial de la Libertad que conmemoró el 50.º aniversario de la muerte del presidente Kennedy. En 2016, en un artículo de opinión para The Washington Post, alentó a los jóvenes votantes a apoyar a Hillary Clinton para presidente. También acompañó a su madre Carolina en sus funciones como embajadora de Japón y Australia.

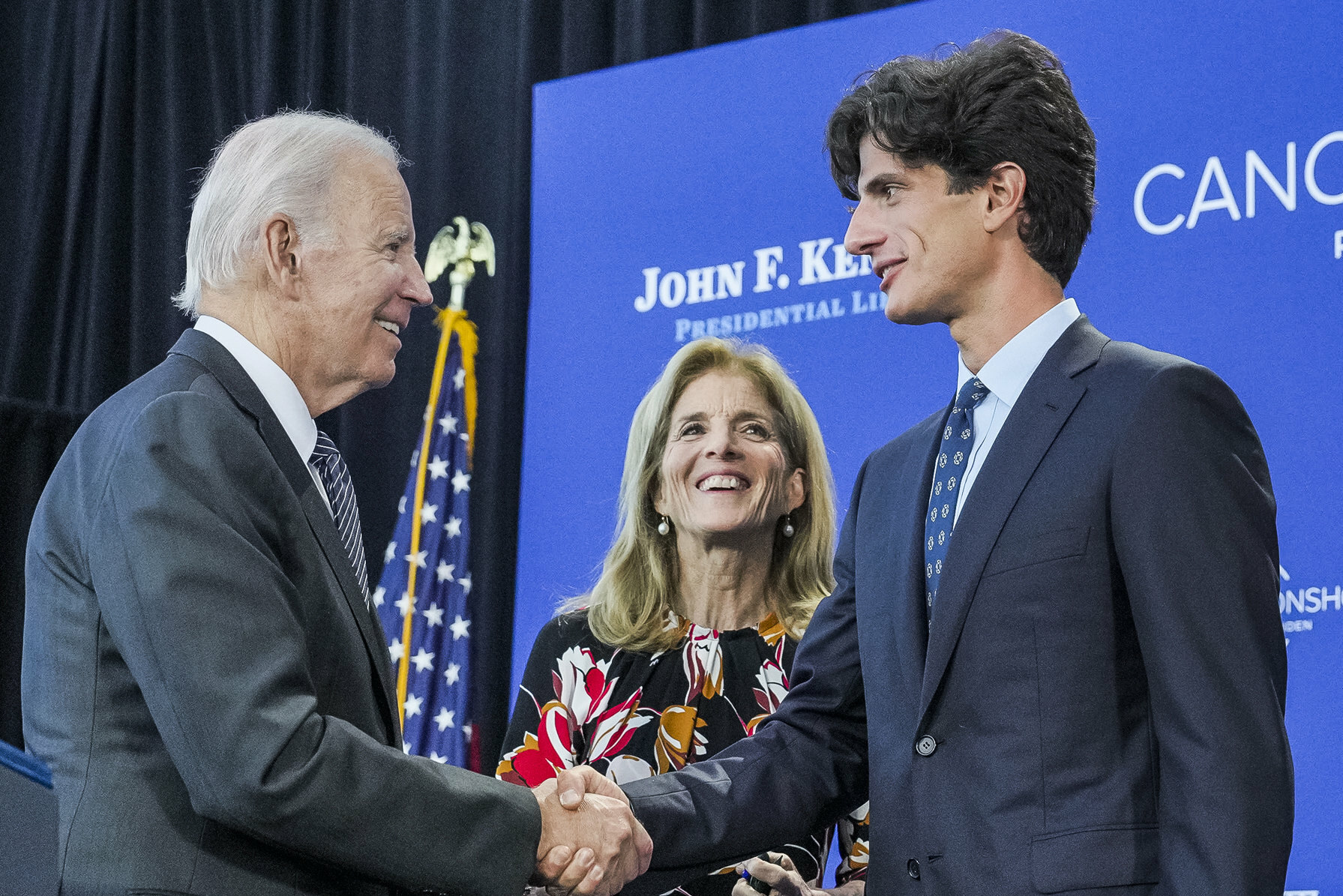
Schlossberg con el 46.º presidente de Estados Unidos, Joe Biden, y su madre Caroline en Boston en 2022

Schlossberg se desempeñó un papel cada vez más activo en la Biblioteca y Museo Presidencial John F. Kennedy en los años siguientes, incluyendo su participación en el Premio Nueva Frontera, donde se desempeñó como presidente del comité de selección hasta su última y vigésima ceremonia en 2023. Además, participa en el comité de selección anual del Premio Perfil de Coraje como anfitrión y presentador del evento.
Los medios de comunicación comentaron que Schlossberg es la nueva cara de la familia Kennedy y una estrella emergente del Partido Demócrata. En agosto de 2020, pronunció un discurso virtual en la segunda noche de la Convención Nacional Demócrata de 2020 junto a su madre Caroline y apoyó la candidatura de Joe Biden a la presidencia. Ha criticado públicamente la campaña presidencial de su pariente Robert F. Kennedy Jr. en julio de 2023. En agosto de 2024, pronunció su primer discurso en persona en la segunda noche de la Convención Nacional Demócrata de 2024 en Chicago, respaldando a Kamala Harris.
Schlossberg se convirtió en copresidente de la campaña "Too Hot Not to Vote" de la organización ambiental Climate Power en septiembre de 2024. Esta campaña estaba destinada a involucrar, educar y motivar a las personas a votar por los defensores del clima y la energía sostenible en las Elecciones Presidenciales de 2024 en los Estados Unidos.

## En los medios
La primera aparición televisiva en vivo de Schlossberg fue en una entrevista con CNN en la Convención Nacional Demócrata de 2012, cuando tenía 19 años. En 2016, asistió a la Met Gala y fue incluido en la lista anual de los mejores vestidos internacionales de Vanity Fair. Tuvo un papel cameo en la final de la octava temporada del programa de televisión Blue Bloods en 2018. Es un pilar en varias listas del tipo "soltero más codiciado" en revistas de sociedad.
Schlossberg estuvo alejado del ojo público hasta meses antes de las elecciones presidenciales estadounidenses de 2024, cuando comenzó a publicar comentarios políticos y sketches cómicos en las redes sociales. Marie Claire atribuyó su ascendencia a la influencia a su "mágica combinación de ascendencia política, un rostro y un cuerpo inquietantemente cincelados y, lo más importante, una habilidad para comunicar mensajes políticos complejos a un público juvenil con una capacidad de atención extremadamente corta".

## Vida personal
Schlossberg es aficionado a los deportes acuáticos, en particular el paddleboard.